# 최구식
최구식(崔球植, 1960년 10월 11일 ~ )은 대한민국의 제17·18대 국회의원을 지낸 정치인이다.

## 학력
- 산청 덕산국민학교 → 진주 금성국민학교(졸업)
- 진주중학교 졸업
- 진주고등학교 졸업
- 서울대학교 사회과학대학 외교학과 학사
- 경기대학교 정치전문대학원 정치학 석사

## 의정 활동
- 문화관광위원회 간사
- 한류연구회 대표의원
- 디지털경제연구회
- 언론발전연구회
- 방송통신특별위원회

## 경력
- 조선일보 기자
- 국회의장 공보수석(1급)
- 한나라당 대선캠프 언론특보
- 촉석포럼21 대표
- 제17·18대 한나라당 국회의원(경남 진주갑)
- 국회 문회체육관광방송통신위원회 의원
- 한나라당 제6정책조정위원장
- 국회 국토해양위원회 의원 겸 한나라당 간사
- 한국선비문화연구원장

## 논란
수행비서관이 2011년 10월 26일 재보궐 선거에서 200여대의 좀비 PC를 동원해 초당 263MB 용량의 대량 트래픽을 유발하는 DDoS 공격을 가함으로써 중앙선관위 홈페이지를 약 2시간 동안 마비시킨 것으로 드러났다. 또한 같은 시기에 박원순 당시 서울시장 보궐선거후보의 홈페이지인 원순닷컴이 마비되었는데, 민주당에 따르면 문제의 비서가 박원순의 홈페이지에 대해서도 공격했음을 경찰조사에서 시인하였다. 이는 아직 확인되지 않았으나 경찰은 원순닷컴도 공격했다고 보고 있다. 이는 민주주의의 기본을 흔드는 전대미문의 사건이며 최구식 의원은 한나라당의 홍보기획본부장을 맡은 고위직 인사이고, 10월 26일 선거 당시 박원순 서울 시장 후보의 경쟁자인 나경원 후보 홍보본부장을 맡았다. 최구식 의원은 연루한 사실이 드러나면 의원직을 사퇴하겠다고 선언했다. 경찰은 최구식의 비서는 혐의를 부인하고 있으며, 공범인 강씨가 공씨(최구식의 비서)의 지시를 받고 박원순홈페이지에 대한 해킹을 벌였다고 진술했다고 밝혔다.
한나라당 전여옥 의원은 최구식을 “당에서 신사로, 양반으로 알려진 사람”이라고 좋게 평가해 그의 "억울함을 풀어줬으면 한다”고 강조했다.
17대 국회의원 시절인 2006년부터 2009년까지 3년 1개월 간 지역 보좌관에게 월급 7천 2백여만원을 돌려받아 사무실 운영경비로 사용한 혐의로 기소되어 1심에서 징역 6월에 집행유예 1년, 추징금 7200여만원을 선고받았다. 재판부는 “최 전 의원이 보좌관 이씨의 월급 일부를 유용해 사무실 운영경비 등으로 사용해 정치자금법의 투명성을 훼손했다. 다만 전과가 없는 점 등을 고려해 이 같이 선고한다”고 양형이유를 밝혔다. 2심에서도 1심과 같은 형량이 선고되었다. 항소심 재판부는 "관련자 증언과 검찰이 제출한 증거를 종합하면 최 의원이 정치자금을 전용하는데 가담했다고 볼 수 있다"고 판결하였다. 대법원 재판부는 2017년 8월에 원심 판결을 확정하였으며, 이에 따라 향후 10년간 공직에 취임할 수 없다.

## 저서
- 신식구식행진곡(2003년)
- 어머니 편히 가이소(2007년)

## 역대 선거 결과
|  | 51.93% |

|  | 44.64% |

|  | 27.60% |

## 소속 정당
| 소속 정당 | 소속 정당  | 소속 기간 | 비고      |
| --------- | ---------- | --------- | --------- |
|           | 한나라당   | 2004~2008 | 정계 입문 |
|           | 무소속     | 2008      | 탈당      |
|           | 한나라당   | 2008~2012 | 복당      |
|           | 새누리당   | 2012      | 당명 변경 |
|           | 무소속     | 2012      | 탈당      |
|           | 새누리당   | 2012~2016 | 복당      |
|           | 무소속     | 2016~2017 | 탈당      |
|           | 바른정당   | 2017~2018 | 창당      |
|           | 바른미래당 | 2018~2019 | 합당      |
|           | 무소속     | 2019~2020 | 탈당      |
|           | 미래통합당 | 2020      | 복당      |
|           | 국민의힘   | 2020~현재 | 당명 변경 |

## 가족 관계
- 아버지 ( ~ 2006년 6월 13일)
- 아들 : 최지호
- 남매 : 최재구, 최재식

## 같이 보기
- 최병렬
- 최재경
- 2011년 재보궐선거 디도스 사건
- 진주시 갑
- 진주시의 국회의원
- 경상남도 부지사